# Polypedilum villcanota
Polypedilum villcanota är en tvåvingeart som beskrevs av Roback och Coffman 1983. Polypedilum villcanota ingår i släktet Polypedilum och familjen fjädermyggor.
Artens utbredningsområde är Peru. Inga underarter finns listade i Catalogue of Life.